# Тверський тролейбус
Тверський тролейбус (рос. Тверской троллейбус) — ліквідована тролейбусна мережа Росії, що діяла в місті Твер з 5 травня 1967 по 13 квітня 2020 року. Після ліквідації, наприкінці 2018 року трамвайної мережі, громадський транспорт міста представлений лише дизельними або газовими автобусами.

## Історія
5 травня 1967 року відкритий тролейбусний рух вулицями міста. У наступні десятиліття тролейбусна мережа міста постійно розбудовувалася, майже щороку відкривалися нові тролейбусні маршрути та постійно збільшувалася кількість рухомого складу. Піку розвитку мережа досягла на початку 1990-х років, коли містом щодня курсувало близько 100 тролейбусів, а протяжність контактної мережі становила понад 80 км. Наприкінці 1980-х років в Твері навіть почали будувати друге тролейбусне депо, але через економічні проблеми завершити будівництво так і не здійснено. З середини 1990-х років почалася стагнація системи, повністю зупинилося будівництво як нових ліній так і придбання нового рухомого складу.
Починаючи з 2002 року почалося повільне оновлення рухомого складу, щороку до міста надходило декілька нових тролейбусів, що дозволяло зберегти рух на основних маршрутах, але в той же самий час через нестачу справних тролейбусів довелося закрити другорядні маршрути. Остання велика партія тролейбусів у кількості 18 одиниць була придбана у 2009 році (по 9 одиниць моделей Тролза 5275.05 та ЛіАЗ 5280). У наступні роки нових тролейбусів місто майже не закуповувало, так у 2010 році було придбано 4 машини, а у 2011 році лише 2 машини. У 2013—2014 роках не було придбано жодного нового тролейбуса. Останні два нових тролейбуса надійшли до міста у грудні 2015 року. Зменшення кількості рухомого складу призвело до скорочення маршрутної мережі та збільшенню інтервалів руху на діючих маршрутах. Все це призвело до падіння пасажиропотоку та зростання збитків перевізника.

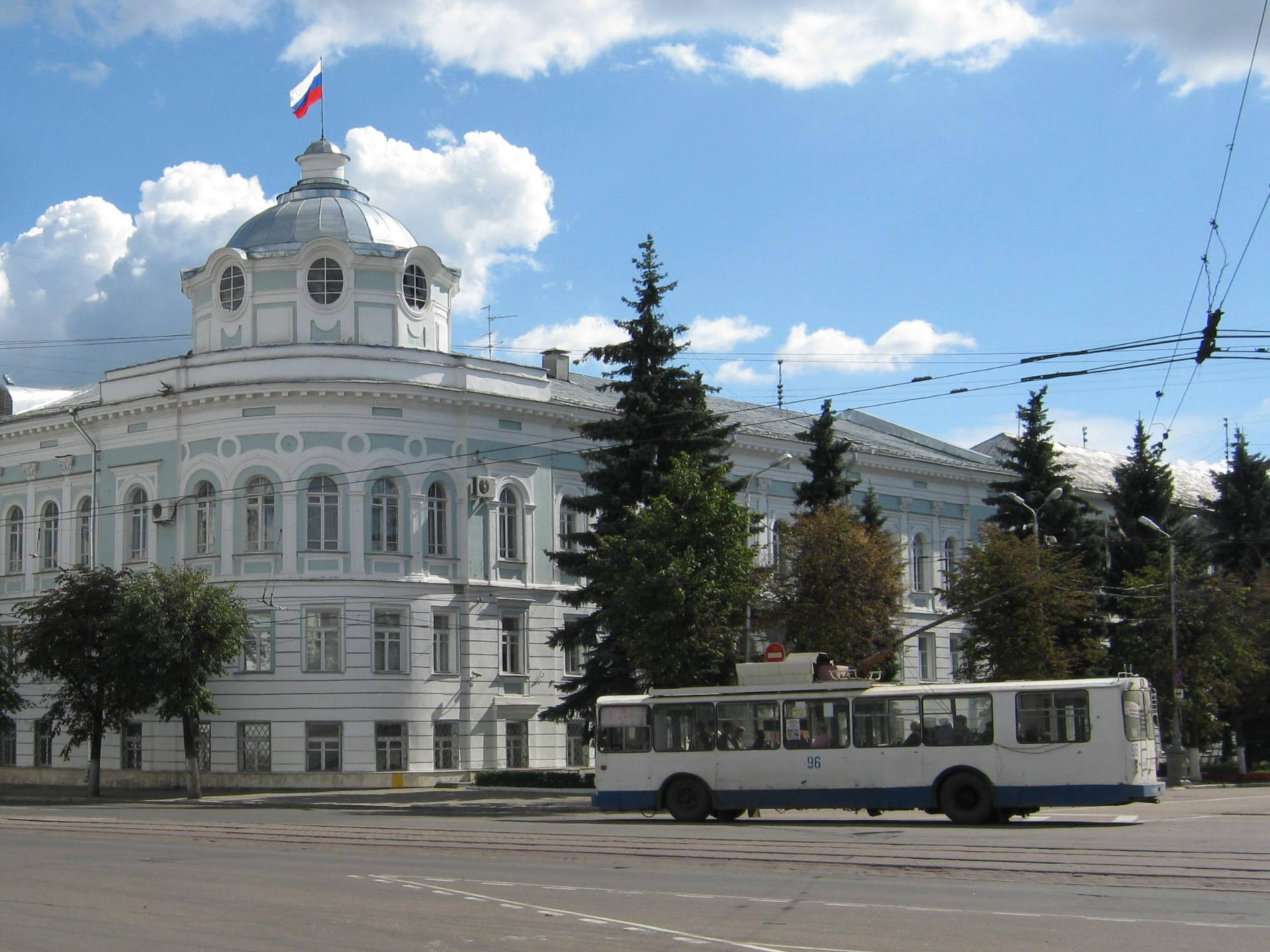
Тролейбус ВМЗ-170 (№ 96) на площі Радянській

Розмови про повну ліквідацію системи почалися влітку 2019 року, коли в місті розпочалося обговорення транспортної реформи. За планами чиновників замість тролейбусів та приватних маршруток передбачалося придбати близько 430 автобусів різних класів, а також зміна нумерації маршрутів. Причиною закриття мережі міська влада називала зношеність контактної мережі, на реконструкцію якої у бюджеті не було закладено коштів, а також відсутність фахівці в Твері, що були здатні провести подібні роботи на сучасному рівні. Що робити з рухомим складом після закриття мережі, влада міста та області вирішувала декілька місяців, весь час тролейбуси зберігалися на території депо. Восени 12 тролейбусів було передано до Новосибірська, ще декілька до Ярославля, решту було списано та утилізовано.
27 грудня 2022 року з міста Волгограда до Твері був доставлений тролейбус ЗіУ-682В 1990 року випуску, який свого часу їздив містом під № 4541 (у Твері отримав № 62). Якщо врахувати, що тролейбус був призначений для Твері як пам'ятник епохи електротранспорту, що минула, доречно було б привласнити тролейбусу № 69, який зайняв місце на території колишнього тролейбусного депо в якості пам'ятника.

## Галерея

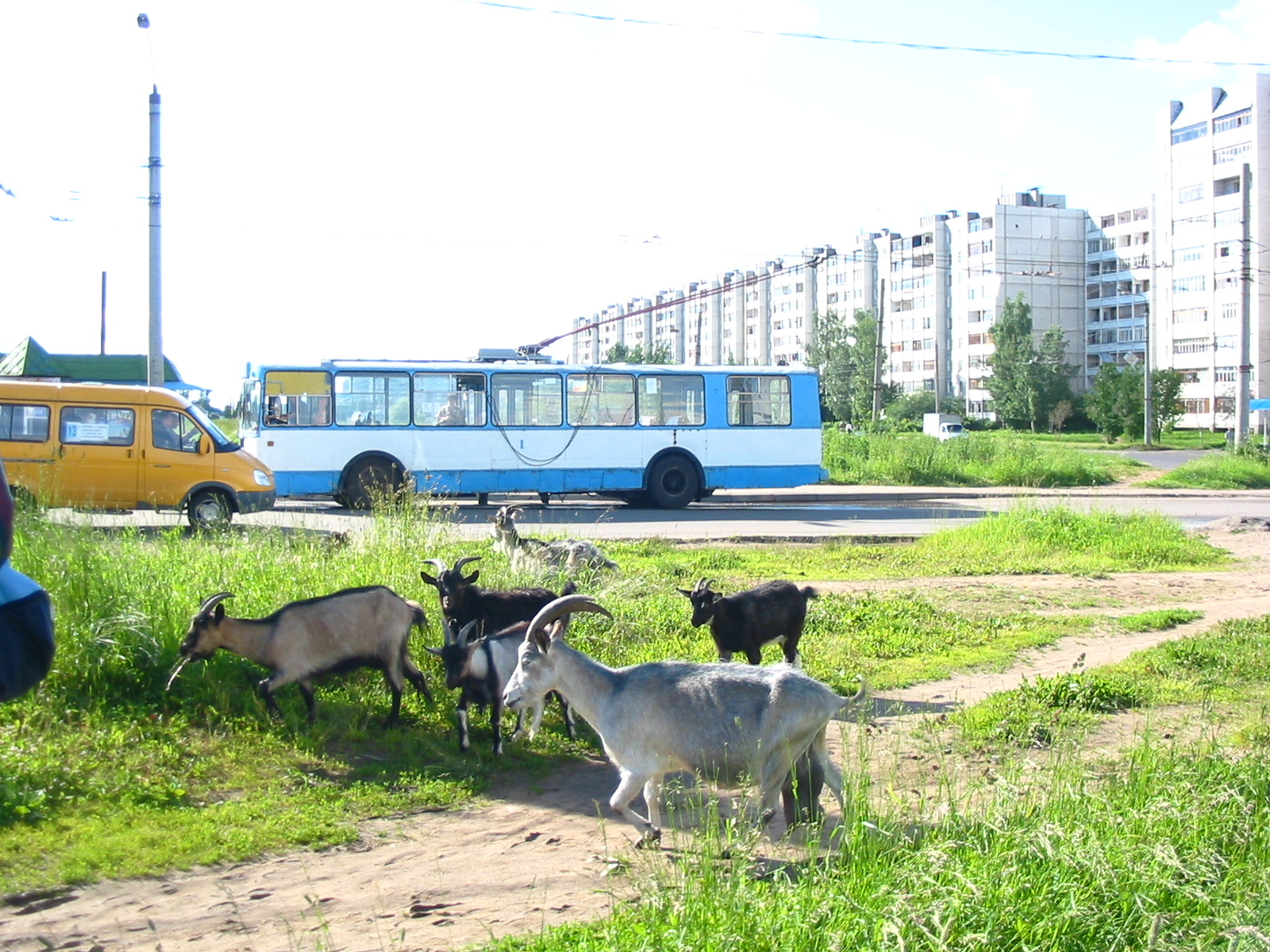
ЗіУ-682ГН (№ 1) на околиці Твері
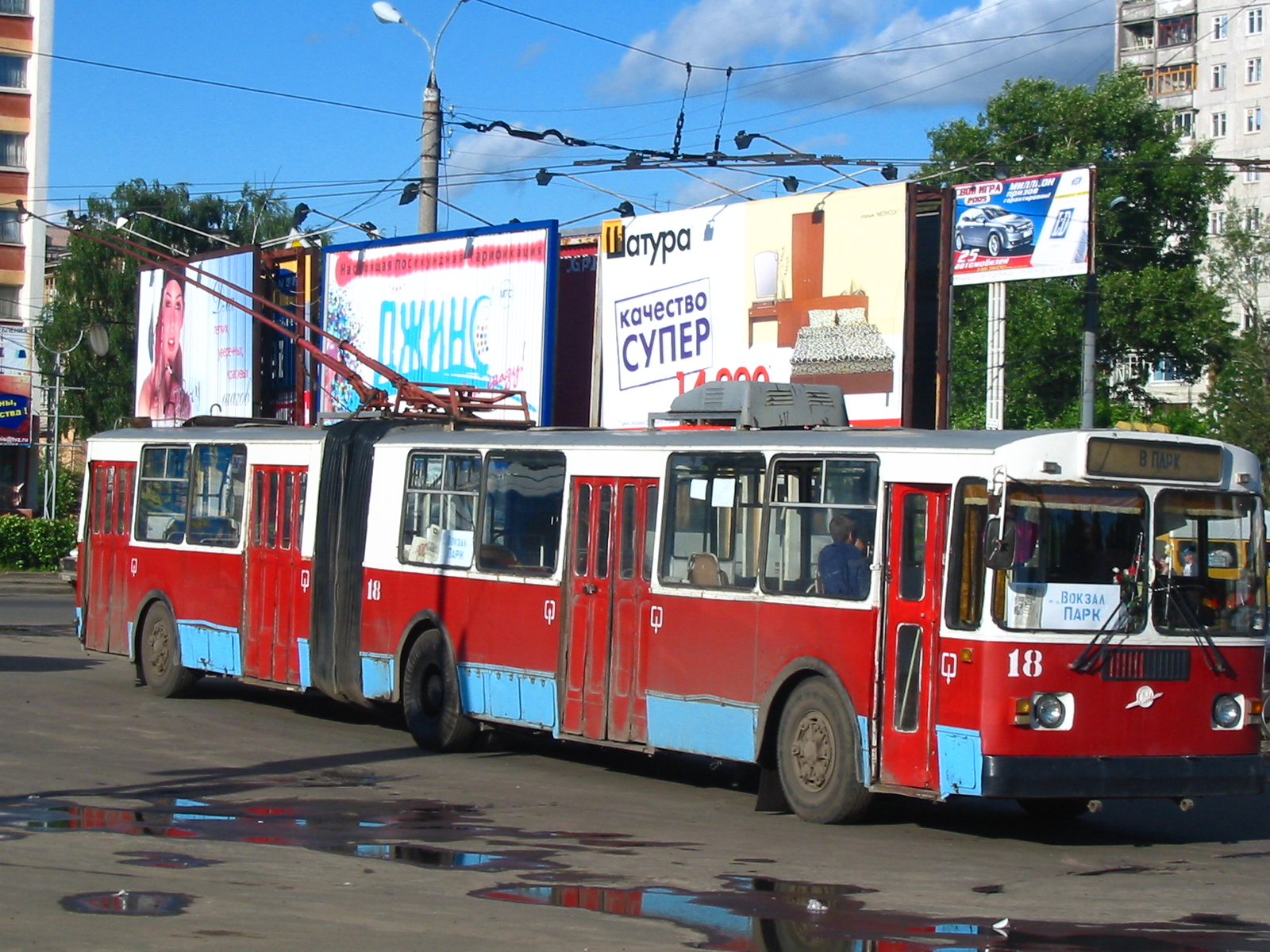
ЗіУ-620501 (№ 18)
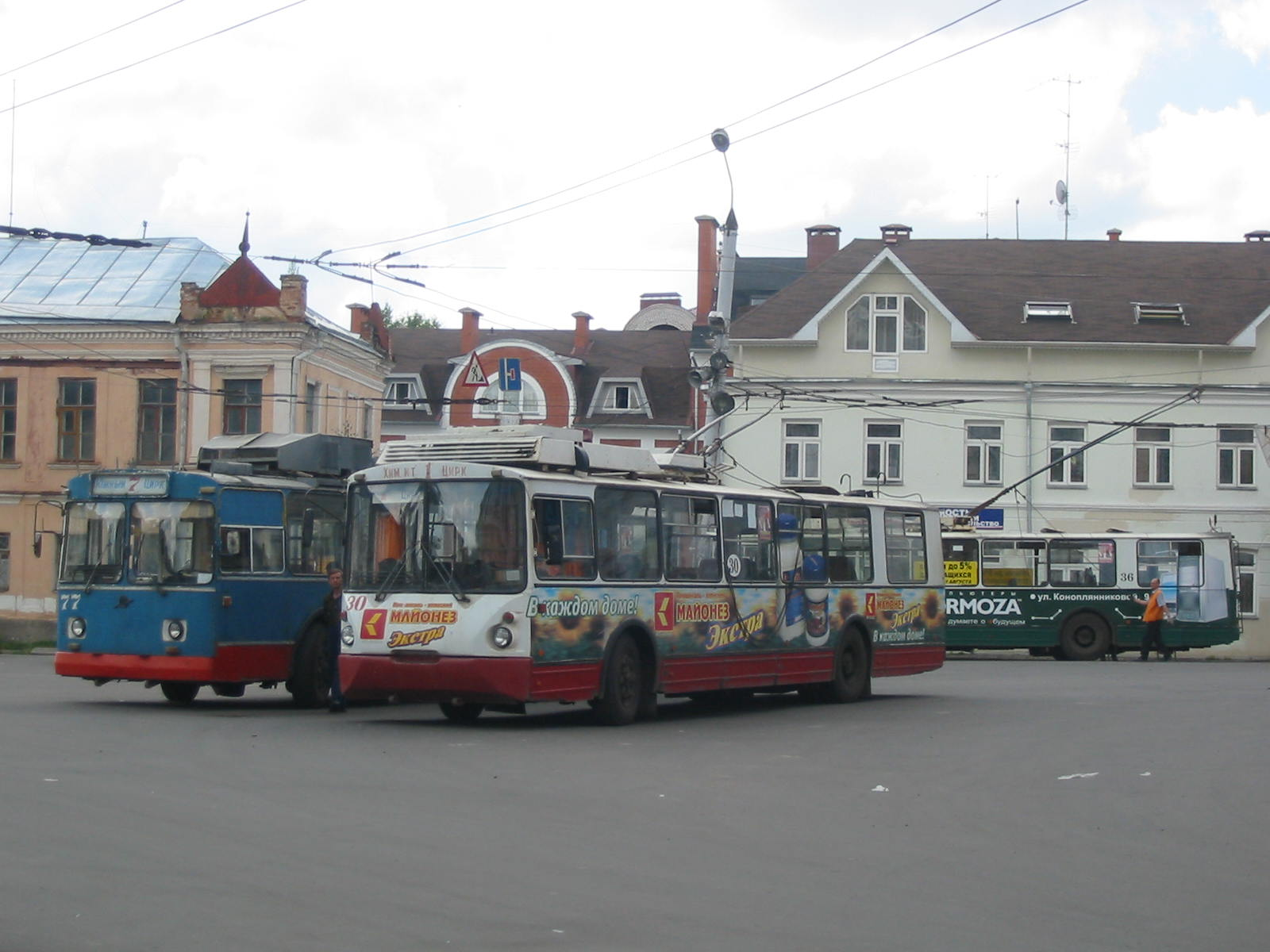
ВЗТМ-5284 (№ 30) та ЗіУ-682В [В00] (№ 77) на розворотному майданчику